# George Pickett
George Edward Pickett (ur. 16 stycznia 1825 w Richmond, zm. 30 lipca 1875 w Norfolk) – generał wojsk Konfederacji w czasie wojny secesyjnej (1861–1865).

## Początek kariery
George Pickett urodził się w Richmond w stanie Wirginia w 1825 roku w starym wirgińskim rodzie jako pierwsze z ośmiorga dzieci (z których tylko troje dożyło wieku dorosłego) Roberta i Mary Johnston. Dokładna data narodzin nie jest znana, w zależności od źródła podawane są daty: 16 stycznia (według aktu chrztu), 18 stycznia (według biografii Picketta napisanej przez jego wnuka, George'a), 25 stycznia (data na nagrobku, Hollywood Cemetery w Richmond, VA), nieokreślony dzień marca (według dokumentów West Point).
W wieku 17 lat przerwał krótkotrwałe studia prawniczne i wstąpił do Akademii Wojskowej Stanów Zjednoczonych w West Point. Szkołę ukończył z najgorszym wynikiem w klasie, w której nauki pobierali m.in. George McClellan, przyszły generał wojsk Unii, oraz Thomas "Stonewall" Jackson, podczas wojny secesyjnej generał wojsk Konfederacji. Zaraz po ukończeniu akademii został wysłany na front wojny amerykańsko-meksykańskiej toczonej w latach 1846-1848, gdzie dosłużył się stopnia kapitana. Wsławił się w bitwie pod Chapultepec, gdy jako pierwszy wszedł na mur bronionego przez Meksykanów fortu i zatknął na nim amerykański sztandar. Po wojnie z Meksykiem służył na granicy teksańsko-meksykańskiej oraz na ziemiach przyszłego stanu Washington, gdzie w 1859 dowodził 66-osobowym oddziałem, okupującym wyspę San Juan podczas tzw. świńskiej wojny. W stanie Washington w 1861 dotarła do niego wieść o wystąpieniu Wirginii z Unii.

## Wojna secesyjna 1861-1865

### Pierwsze lata wojny
Na wieść o secesji Pickett wyruszył do Wirginii i wstąpił do armii Konfederacji. W ciągu dziesięciu miesięcy służby został awansowany kolejno na majora artylerii (marzec 1861), pułkownika (kwiecień 1861) i generała-brygadiera (14 stycznia 1862, na wniosek gen. Theophiliusa H. Holmesa, pod którego rozkazami Pickett odsłużył pierwszy rok wojny). W pierwszych walkach w barwach konfederackiej armii uczestniczył podczas inwazji Armii Potomaku na Półwysep Wirginia w ramach kampanii półwyspowej, walczył m.in. w nierozstrzygniętej bitwie pod Seven Pines oraz w bitwie siedmiodniowej, w której trafiony kulą spadł z konia skutkiem czego trzy miesiące spędził poza teatrem działań wojennych, co więcej, przez następny rok cierpiał na zesztywnienie ręki. Po powrocie do armii Pickett otrzymał dowództwo dywizji w korpusie gen. Longstreeta i 10 października został awansowany do stopnia generała-majora.

### Bitwa pod Gettysburgiem (1-3 lipca 1863)
Pod Gettysburg dywizja Picketta dotarła pod koniec drugiego dnia walk, by uczestniczyć trzeciego dnia w głównym natarciu wojsk gen. Lee na centrum pozycji armii Unii. W natarciu uczestniczyły oprócz świeżej dywizji Picketta dwie zmęczone bojem dywizje korpusu gen. Hilla pod dowództwem generałów J. Johnstona Pettigrewa i Isaaca R. Trimble'a. Prowadzony przez Picketta marsz 12 500 żołnierzy poprzedził dwugodzinny ostrzał artyleryjski pozycji nieprzyjaciela. Natarcie, zwane później "szarżą Picketta", zakończyło się krwawą klęską, śmiertelne rany odnieśli generałowie Richard B. Garnett i Lewis A. Armistead, ciężko ranni zostali gen. Trimble i James L. Kemper. Straty po stronie żołnierzy Unii wyniosły 1.500 zabitych. Z dwunastu tysięcy biorących udział w szarży konfederatów poległo, odniosło obrażenia lub dostało się do niewoli 6.555 żołnierzy. Następnego dnia nie prowadzono działań wojennych, 5 lipca armia gen. Lee wycofała się spod Gettysburga. Pickett był załamany stratami, jakie poniosły jego oddziały. Do legendy przeszły słowa, jakie wypowiedział do generała Lee, gdy ten po szarży kazał mu zająć się swoją dywizją. Pickett miał wówczas rzec "Generale Lee... ja nie mam dywizji" (ang. General Lee, I have no division).

### Bitwa pod Five Forks i odsunięcie od dowodzenia dywizją
Po utracie dywizji Pickett znalazł się na drugim planie działań wojennych, powracając na pierwszy plan podczas kampanii dowodzonych przez gen. Ulyssesa Granta wojsk Unii w Wirginii w maju i czerwcu 1864 roku zwanej kampanią Overland lub Wilderness. W wygranej przez Lee bitwie pod Cold Harbor dywizja Picketta praktycznie nie wdała się w walkę, uczestniczyła natomiast aktywnie podczas Oblężenia Petersburga (czerwiec 1864 – marzec 1865). 1 kwietnia 1865 r. w bitwie pod Five Forks, zwanej często „Waterloo armii konfederatów”, dywizja Picketta poniosła dotkliwą klęskę, która spowodowała odwrót wojsk gen. Lee. Sam Pickett w decydujących odsłonach bitwach znajdował się dwie mile od swoich żołnierzy. Po rozegranej 6 kwietnia bitwie pod Sayler's Creek gen. Pickett został odsunięty od dowodzenia dywizją. 9 kwietnia 1865 roku gen. Lee poddał swoją armię w Appomattox Court House.

## Życie prywatne
Pickett był dwukrotnie żonaty. W styczniu 1851 roku poślubił Sally Harrison Steward Minge, która zmarła w listopadzie tego samego roku podczas porodu. Dziecko nie przeżyło. W 1856 roku ożenił się z Indianką z plemienia Haidów imieniem Morning Mist (Poranna Mgła), z którą miał jedynego syna, Jamesa T. Picketta. Morning Mist zmarła w kilka lat po ślubie.
Styl bycia Picketta czynił z niego jednego z bardziej charakterystycznych dowódzców wojny secesyjnej. Ubrany w nienaganny, elegancki mundur szyty na specjalne zamówienie, w wypolerowanych butach o złotych ostrogach, z wyperfumowanymi kręconymi włosami i takimiż wąsami i brodą chadzał wśród żołnierzy nie rozstając się ze swoim palcatem. Jego urok i maniery gentlemena zjednywały mu serca jego żołnierzy, do których czuł olbrzymie przywiązanie. Tragedia trzeciego dnia bitwy o Gettysburg odcisnęła trwałe piętno na psychice generała, który do końca swojego życia rozpamiętywał utratę swojej dywizji.
George Pickett został zrehabilitowany aktem Kongresu z 23 czerwca 1874 roku, a więc dopiero na rok przed śmiercią. Zmarł w Norfolk w stanie Wirginia 30 lipca 1875 roku. Został pochowany na Hollywood Cemetery w Richmond.